# タロウ・ヤマサキ
タロウ・マイケル・ヤマサキ（Taro Michael Yamasaki、漢字：山崎 太郎、1945年12月19日 - ）はピューリッツァー賞を受賞した写真家で、日系アメリカ人建築家であるミノル・ヤマサキの長男である。

## 幼少期
タロウ・ヤマサキは1945年12月19日に、ミノル・ヤマサキ、テルコ・ヒラシキ夫妻の長男としてミシガン州デトロイトで生まれた。彼は3兄弟の2番目であった。父ミノル・ヤマサキはワールドトレードセンターなどを手掛けた建築家であり、母テルコ・ヒラシキはジュリアード音楽院で学んだピアニストであった。タロウ自身はミシガン州ブルームフィールドヒルズにあるクランブルック・スクールズに進学した。弟が母の家に暗室を作ったことから写真への興味を持つようになる。その後はアナーバーのミシガン大学に進学してジャーナリズムを専攻し、学部の新聞向けに写真撮影を始めるようになる。

## キャリア
ヤマサキは大学4年の春にミシガン大学を中退し、1968年4月にニューヨーク市へ移り、幼稚園教員のアシスタントや、ファッション写真家ウィリアム・クラインの助手などを務めた。コミュニティ・アクション・プログラムでドキュメンタリー写真家として、ニューヨーク州西部の移民農家キャンプを撮影した後、写真家としての道を更に追い求めることになる。
1971年夏、ヤマサキは最初の妻アン (Anne) と共に、ニューヨーク市からコロラド州デンバーへ移住した。彼はタクシー運転手として働いて家計を支えた。ヤマサキ夫妻は1973年にミシガン州へと戻った。夫妻は1974年に離婚したが、その前に娘をひとり儲けた。2番目の妻スーザン・ウェイダーロー (Susan Waderlow) とは1978年に結婚し、息子が2人産まれている。

### 1981年のピューリッツァー賞受賞
ミシガンでヤマサキは建築会社を設立したが、1977年には事業を畳んで「デトロイト・フリー・プレス」紙の専属写真家として働き始めた。ヤマサキは主任写真家のトニー・スピナ (Tony Spina) に雇われ、次第にデイヴィッド・C・ターンリーと働くようになる。「デトロイト・フリー・プレス」時代、ヤマサキは自分で記事を作成・プロデュースする許可を求めた。彼が最初に手掛けたのは、ミシガン州刑務所（ジャクソン刑務所、52エーカーの土地を持つ世界最大の壁で囲まれた刑務所）の受刑者の日常生活を追ったドキュメンタリーだった。ヤマサキは自身で取材・執筆・取材の全てを行い、自分で "Jackson Prison: Armed and dangerous"（「ジャクソン刑務所：武装され危険な場所」）と銘打って記事にした。この記事は1980年12月14日に、「デトロイト・フリー・プレス」紙の日曜版特集記事 (Sunday Comment Front) を飾った。ヤマサキは「刑務所の看守、役人、警備員や受刑者たちと話すのに10日をかけた」 ("spent 10 days talking to the prison warden, officials, guards and inmates.") と話している。記事は受刑者たちが暮らす区域の非人道的な状況、また過密・暴力・禁制品など刑務所が抱える問題に焦点を当てた。刑務所のルールに反して、ヤマサキは警備員を説得して取材中の随伴を拒み、刑務所内のほぼ全ての区域へひとりで移動する許可を得た。ヤマサキによれば、警備員が彼にこの許可を出したのは、自分たちの仕事が大きな危険をはらんでいることを、出来る限り正確に表現してほしいとヤマサキに望んだためであった。ヤマサキは警備員なしで刑務所中を歩き回ったことから、受刑者の信頼を得て他人には話さないようなことまで取材ができ、受刑者たちには自分たちの生活が如何に非人道的で多くの危険をはらんでいるか可能な限り正直に描いてほしいと願われた。刑務所の警備員なしで受刑者と対峙する危険にもかかわらず、ヤマサキは刑務所の生活について深部に迫った調査報告を完成させ、「デトロイト・フリー・プレス」紙に掲載された記事はピューリッツァー賞にノミネートされた。ヤマサキはジャクソン刑務所を追ったこの記事で、1981年のピューリッツァー賞 特集写真部門を受賞した。

### その他の仕事
ヤマサキは1983年に「デトロイト・フリー・プレス」紙を休職し、ヘリング・プレス社にてティヴォリ近くの採石場で採れるトラバーチンを使った著明な建物の写真集に取り組む。この年、彼はタイム社の雑誌の仕事を受け始める。また「ピープル」誌から、ウェールズを旅してリチャード・バートンが生まれた村を追う仕事を得た。これらの仕事の後、休職していた「デトロイト・フリー・プレス」紙から退職し、フリーランスの報道写真家として働くようになる。
ヤマサキはタイム社の「タイム」、「ライフ」、「スポーツ・イラストレイテッド」、「フォーブス」、「フォーチュン」、「マネー」、「メンズ・ジャーナル」、「ピープル」などで多くのヒューマンインタレスト記事を手掛けた。ニカラグア内戦（コントラ戦争など）の犠牲者となった子どもたち、ルーマニアの孤児、ボスニア・ヘルツェゴビナ紛争の難民、ライアン・ホワイトの特集記事（AIDSの認知度を高めるきっかけとなった血友病エイズ患者）、ルワンダ虐殺（1995年に、内戦中初めて入国した最初の欧米人のひとりである）、パレスチナ問題（イスラエル・パレスチナ紛争）に巻き込まれた子どもたちの生活、ジェフリー・ダーマーのアパートメント（ダーマーが連続殺人鬼として1991年に逮捕された直後）などを写真に収めてきた。
1999年と2000年にはミシガン大学アート&デザイン学科の Distinguished Visiting Artist に選ばれた。